# Clapping Music
Clapping Music est une œuvre de musique minimaliste du compositeur américain Steve Reich, écrite en 1972 pour deux personnes tapant dans leurs mains.

## Historique
Clapping Music est une œuvre de battements de mains ou d'applaudissements. Elle fait suite aux premiers développements de Reich pour les processus de phasing théorisés dans Piano Phase et Violin Phase à partir de 1967. Steve Reich souhaitait réaliser dans le même style une pièce ne nécessitant pas d'instruments de musique autres que le corps humain, mais aussi en raison de considérations pratiques d'encombrement des instruments lors des tournées. Inspiré par une troupe de flamenco, il entreprend alors l'écriture de cette pièce. Décidé au départ à utiliser un processus de phase, il se rend compte de son inefficacité pour les applaudissements. Il contourne le problème en laissant un exécutant avoir une partie fixe, tandis que le deuxième se décale abruptement d'un temps, après un certain nombre de répétitions définies à l'avance.

## Structure
La pièce Clapping Music est constituée d'une cellule rythmique de 12 croches, la signature rythmique est du 12/8. Cette cellule est répétée à l'identique par un des deux participants pendant toute la pièce. Le deuxième exécutant joue au départ cette même cellule à l'unisson, et la répète 8 ou 12 fois. Il décale ensuite le motif d'une croche vers la gauche, ce qui produit un déphasage avec la première voix. Après 12 déphasages, le rephasage naturel s'opère et la pièce est terminée. La pièce dure environ 4 minutes.

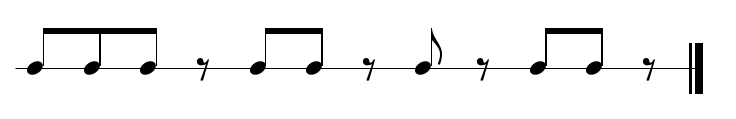
Le motif rythmique de Clapping Music

Chaque décalage d'une croche donne l'impression de créer de nouvelles structures, grâce à la construction ambigüe de la cellule rythmique en 12/8, qui place en particulier des notes sur les cinquième, huitième et dixième temps. L'auditeur peut alors entendre différents motifs se former, et même ne pas se rendre compte que l'un des exécutants joue toujours la même chose, malgré la simplicité apparente de la construction de la pièce.

## Postérité
L'utilisation du 12/8 et de cette cellule rythmique sera explorée plus tard par Reich, et en particulier dans Music for 18 Musicians.
En 1982, la chorégraphe belge Anne Teresa De Keersmaeker crée le quatrième mouvement de Fase sur Clapping Music en dansant un duo de déplacement sur pointes et flexions utilisant l'ensemble de la partition jouée soit en direct par deux exécutants soit par une bande magnétique. L'ensemble chorégraphique Fase constitue depuis une œuvre majeure de la danse contemporaine. En 2002, le danseur Benjamin Millepied écrit également l'une de ses premières chorégraphies sur Clapping Music.
En 2003, le pianiste Pierre-Laurent Aimard réalise une version soliste de Clapping Music en superposant les deux voix pour un seul exécutant.